# Kostel svatého Václava (Mikulov)
Kostel svatého Václava v Mikulově je římskokatolický farní a kolegiátní kostel v jihomoravském městě Mikulov v okrese Břeclav. Původně románský chrám byl postupně stavebně upravován do dnešní klasicistní podoby s výraznou renesanční věží, která je dominantou nedalekého Náměstí i celého města. Kostel je chráněn jako kulturní památka.
Ve společném dvoře naproti vstupu do kostela se nachází budova proboštství.

## Historie

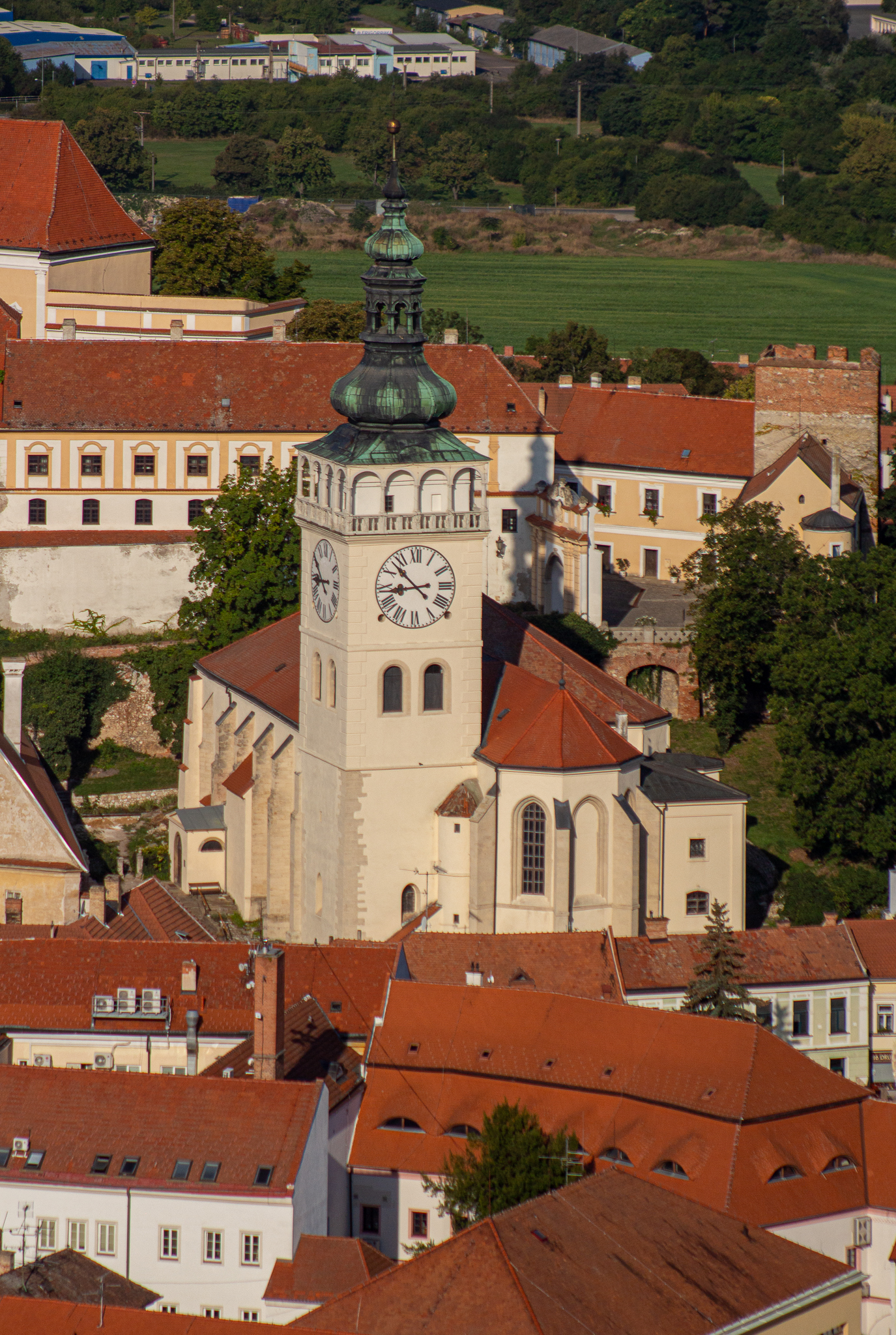
Kostel sv. Václava od Svatého kopečku

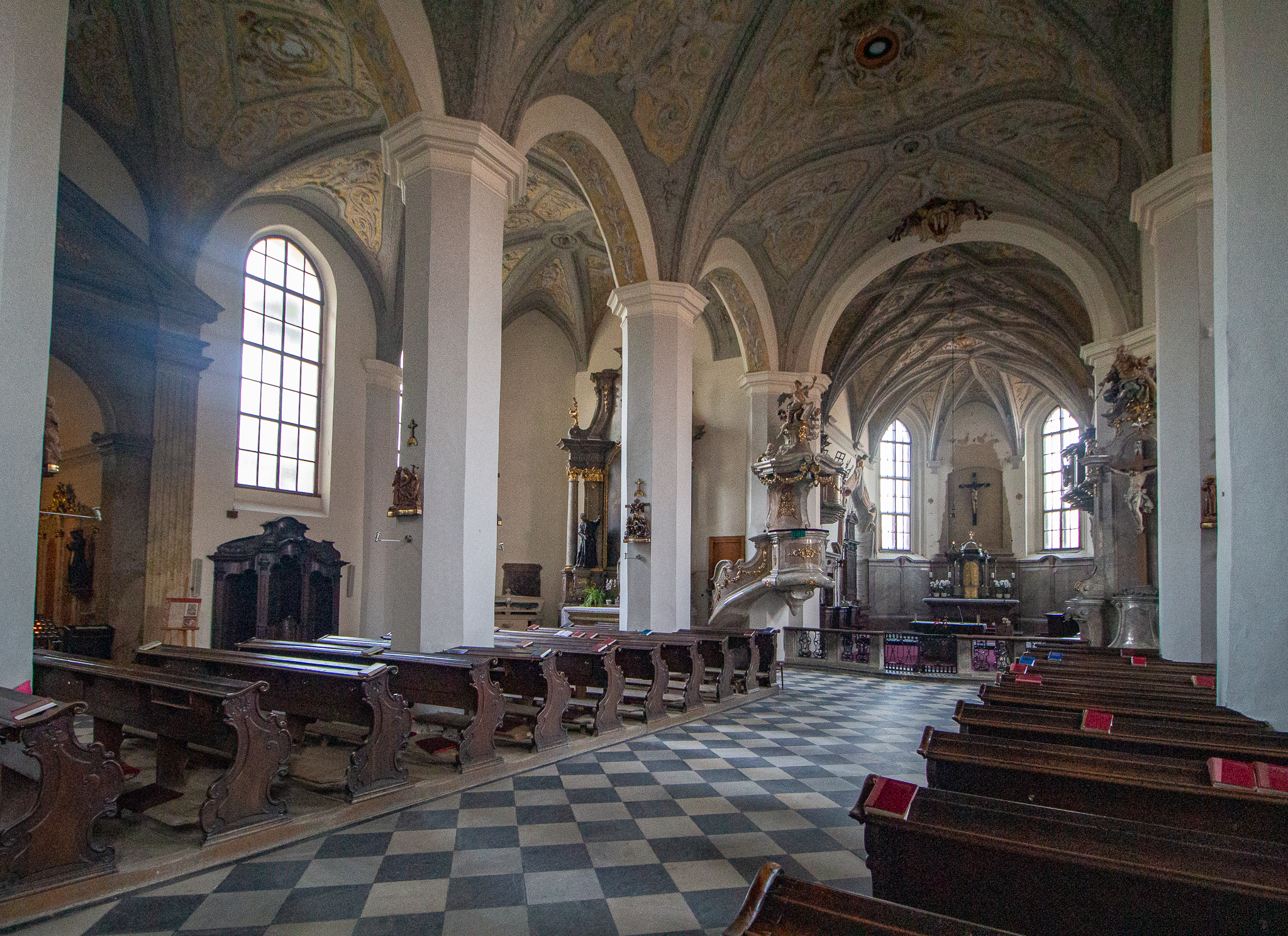
Interiér kostela

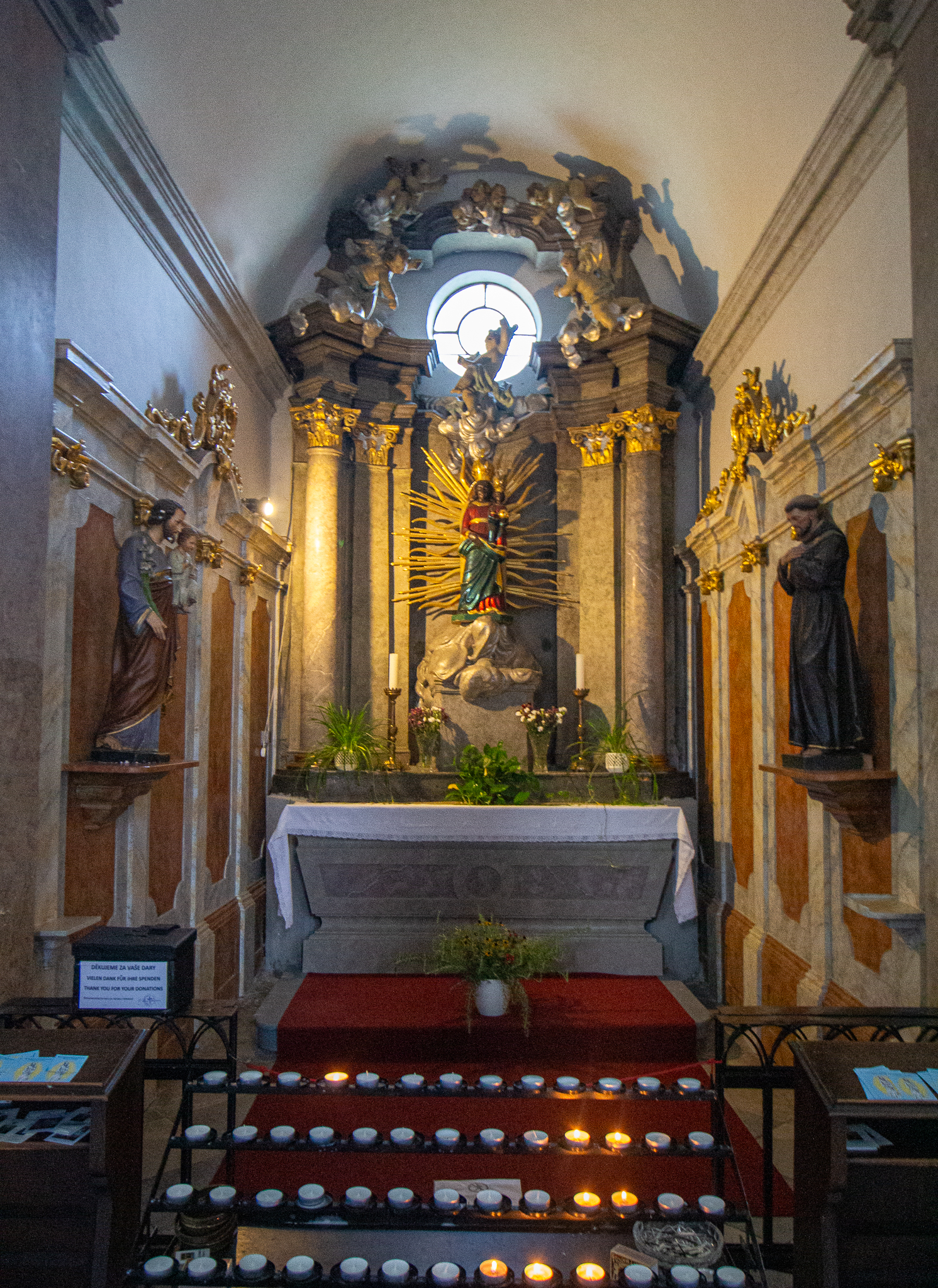
Soška Černé Madony v interiéru kostela

Kostel byl postaven na místě původního dřívějšího románského kostela, který zde stál zřejmě už ve 12. století, jehož podoba však není známa a písemně je doložen až roku 1276. Jde tak o nejstarší kostel v původní vsi tvořící jádro dnešního města.
Jádro nynější stavby pochází z 15. století. Stavba však nebyla dokončena kvůli vpádu husitských vojsk do města v roce 1426, která kostel vydrancovala a vypálila. Kostel byl provizorně opraven, avšak roku 1584 opět vyhořel. Následně byl dostavěn díky iniciativě Ditrichštejnů, tehdejších majitelů panství, během 16. století a v první polovině 17. století. K dokončení stavby došlo až kolem roku 1640 novým zaklenutím trojlodí s novou štukovou výzdobou. Přistavěna byla sakristie s hudební kruchtou v patře a upravena byla do dnešní podoby gotická okna.

### Program záchrany architektonického dědictví
V rámci Programu záchrany architektonického dědictví bylo v letech 1995-2014 na opravu památky čerpáno 8 725 000 Kč.
| rok    | 2006  | 2007  | 2008  | 2009 | 2010 | 2011 | 2012 | 2013 | 2014  |
| ------ | ----- | ----- | ----- | ---- | ---- | ---- | ---- | ---- | ----- |
| částka | 1 410 | 1 300 | 1 350 | 800  | 500  | 665  | 910  | 790  | 1 000 |

## Popis
Jde o síňové trojlodní budovu s protáhlým pětibokým presbytářem. Při jižní straně kostela stojí vysoká renesanční věž zakončená bání s arkádovým ochozem, která je přístupná pro veřejnost a skýtá výhled na centrum města se zámkem i široké okolí. K severní straně kněžiště byla přistavěna patrová oratoř a sakristie. Kostel je krytou chodbou spojen s cestou k zámku. Pod kostelem je umístěna kostnice v Lobkovické kryptě. Na vnější zdi kostela je umístěna řada náhrobků z druhé poloviny 16. a první poloviny 17. století.
Je farním kostelem farnosti u kostela svatého Václava. Od roku 1625 je z iniciativy kardinála Františka z Ditrichštejna kostel sídlem Význačné kolegiátní kapituly, která je aktivní dodnes.

### Interiér
Mobiliář kostela pochází z poloviny 40. let. 18. století a poté významně doplněn v letech 1762–1775, stejně jako varhany Jana Výmoly. Podílela se na něm dílna Ignáce Lengelachera (oltáře ve výklenkových kaplích) a později Ondřeje Schweigla (ostatní oltáře, kazatelna a protějškové Ukřižování). Hlavní oltář zdobí malba vídeňského malíře Františka Adolfa z Freenthalu s výjevem Zavraždění svatého Václava, od něhož jsou i obrazy na oltářích sv. Barbory a Poslední večeře. V interiéru kostela je rovněž umístěna dřevěná socha mikulovské Černé Madony s Dítětem, která dříve stávala v loretánském kostele sv. Anny. Křtitelnice má na spodní straně víka malbu Křtu Krista od Josefa Winterhaldera ml.
V kněžišti byly po roce 1784 umístěny mramorové epitafy Václava Viléma Popela z Lobkovic († 1626) a jeho manželky Markéty Františky, rozené z Ditrichštejna († 1617) z nadace založené jejich synem Františkem Josefem z Lobkovic.  